# تيمزيروليموس
تيمزيروليموس (الذي يطلق عليه اسم CCI-779 ) هو دواء يؤخذ عن طريق الوريد لعلاج سرطان الخلايا الكلوية (RCC)، الذي طورته Wyeth المتخصصة بالمستحضرات الدوائية واعتمدته إدارة الغذاء والدواء الأمريكية (FDA) في أواخر مايو 2007، وتمت الموافقة عليه أيضًا من قبل وكالة الأدوية الأوروبية (EMEA) في نوفمبر 2007، وهو مشتق ومقدّم من سيروليموس ويباع باسم توريزيل.